# Polin. Studies in Polish Jewry
Polin. Studies in Polish Jewry – czasopismo historyczne wydawane od 1986 w Londynie przez Institute for Polish-Jewish Studies w Oksfordzie. Redaktorem naczelnym jest Antony Polonsky. Publikuje się w nim artykuły dotyczące historii Żydów w Polsce. Kolejne roczniki mają często charakter tematyczny.